# Due occhi diabolici
Two Evil Eyes ("Due occhi diabolici") este un film de groază americano-italian de antologie din 1990 regizat de Dario Argento și George A. Romero. Rolurile principale sunt interpretate de actorii Harvey Keitel și Adrienne Barbeau. Este format din segmentele "The Facts in the Case of Mr. Valdemar" (George A. Romero) și "Pisica neagră" (Dario Argento).

## Distribuție

### "The Facts in the Case of Mr. Valdemar"
- Adrienne Barbeau - Jessica Valdemar[3]
- Ramy Zada - Dr. Robert Hoffman[3]
- Bingo O'Malley - Ernest Valdemar[4]
- Jeff Howell[3] - Policeman
- E.G. Marshall - Steven Pike[3]
- Chuck Aber - Mr. Pratt
- Tom Atkins[3] - Detective Grogan
- Mitchell Baseman - Boy at Zoo
- Barbara Byrne - Martha
- Larry John Meyers - Old Man
- Christina Romero - Mother at Zoo
- Anthony Dileo Jr. - Taxi Driver
- Christine Forrest[3] - Nurse

### "The Black Cat"
- Cinzentinha - The Cat
- Harvey Keitel - Rod Usher[3]
- Madeleine Potter - Annabel[3]
- John Amos - Detective LeGrand
- Sally Kirkland - Eleonora[3]
- Kim Hunter - Mrs. Pym[3]
- Holter Graham - Christian
- Martin Balsam - Mr. Pym[3]
- Jonathan Adams - Hammer
- Julie Benz - Betty
- Lanene Charters - Bonnie
- Bill Dalzell III - Detective
- J. R. Hall - 2nd Policeman
- Scott House - 3rd Policeman
- James G. MacDonald - Luke
- Peggy Sanders - Young Policewoman
- Lou Valenzi - Editor
- Jeffrey Wild - Delivery Man
- Ted Worsley - Desk Editor
- Tom Savini - the Monomaniac[5] (nemenționat)